# Pieter van Gunst
Pour les articles homonymes, voir Gunst.

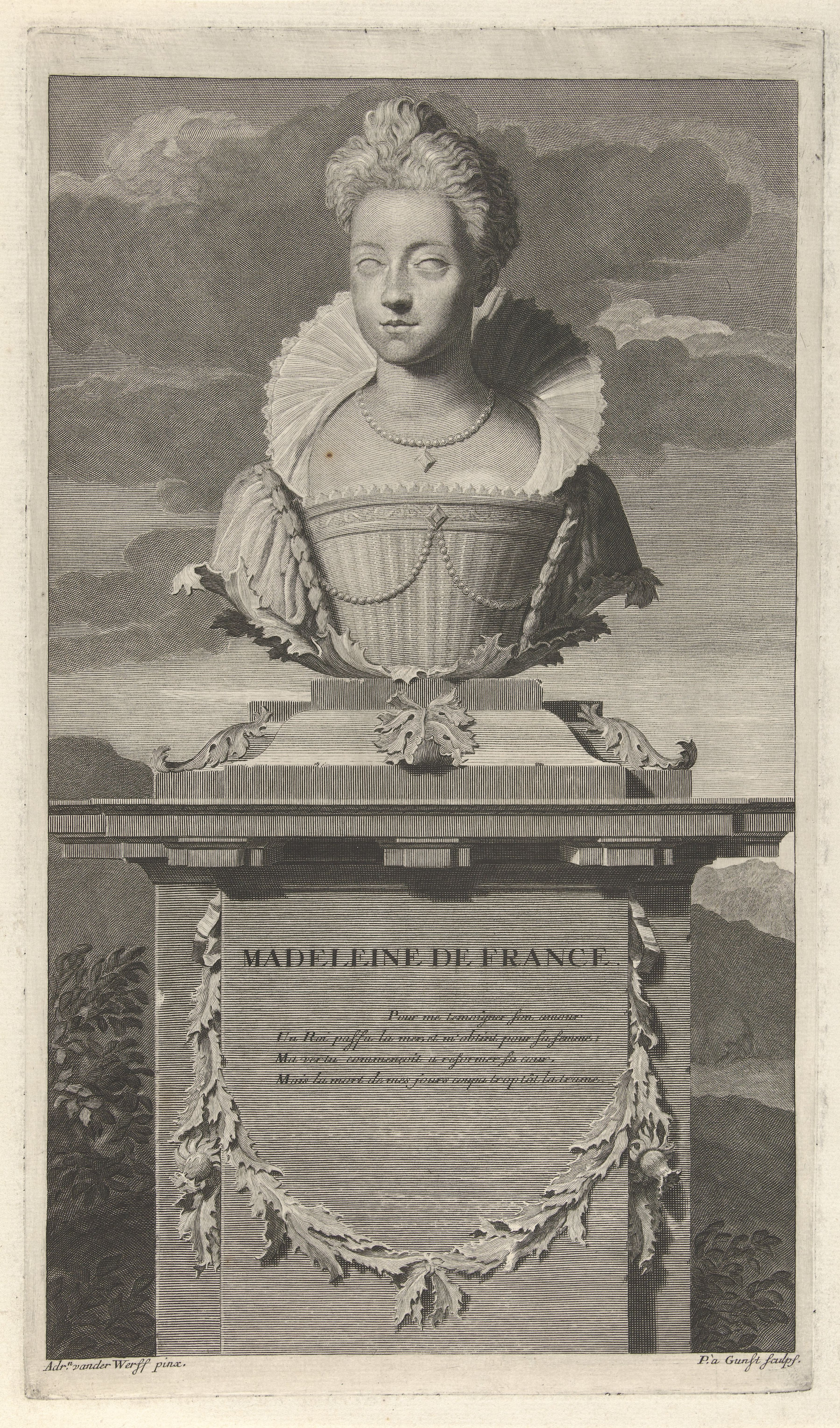
Buste de Madeleine de Valois, reine d'Ecosse

Pieter Stevensz. van Gunst, né en 1658/1659 à Amsterdam et inhumé le 10 novembre 1732 dans la même ville, également connu sous le nom de Pieter Stevens van Gunst ou Petrus Stephani, est un dessinateur et graveur néerlandais actif à Amsterdam, Londres (1704) et la ville néerlandaise de Nederhorst (1730-1731).

## Biographie

### Éléments biographiques
On ne sait pas grand-chose de sa vie. Né en 1658 ou en 1659 à Amsterdam, il est le fils de Steven Hesselsz et de Judith Sieuwerts. Le 25 avril 1687, il épouse à Amsterdam Leonora Baarselmans, une jeune fille originaire de La Haye. En 1712, il rejoint la guilde des libraires d'Amsterdam en tant que marchand d'art. Il est inhumé le 10 novembre 1732 dans l'église Westerkerk d'Amsterdam,. Le graveur Gilliam van der Gouwen travaille quelque temps comme assistant dans son atelier.

### Enfants
Son fils, Pieter van Gunst Junior, est souvent confondu avec son père car il porte non seulement le même nom mais travaille également comme graveur. Le fils est également poète. En 1736, il publie une série de psaumes mis en rime, CL psalmen des profeeten Davids, un projet qui lui prend 18 ans pour être achevé. Un deuxième fils appelé Philipp van Gunst est graveur.

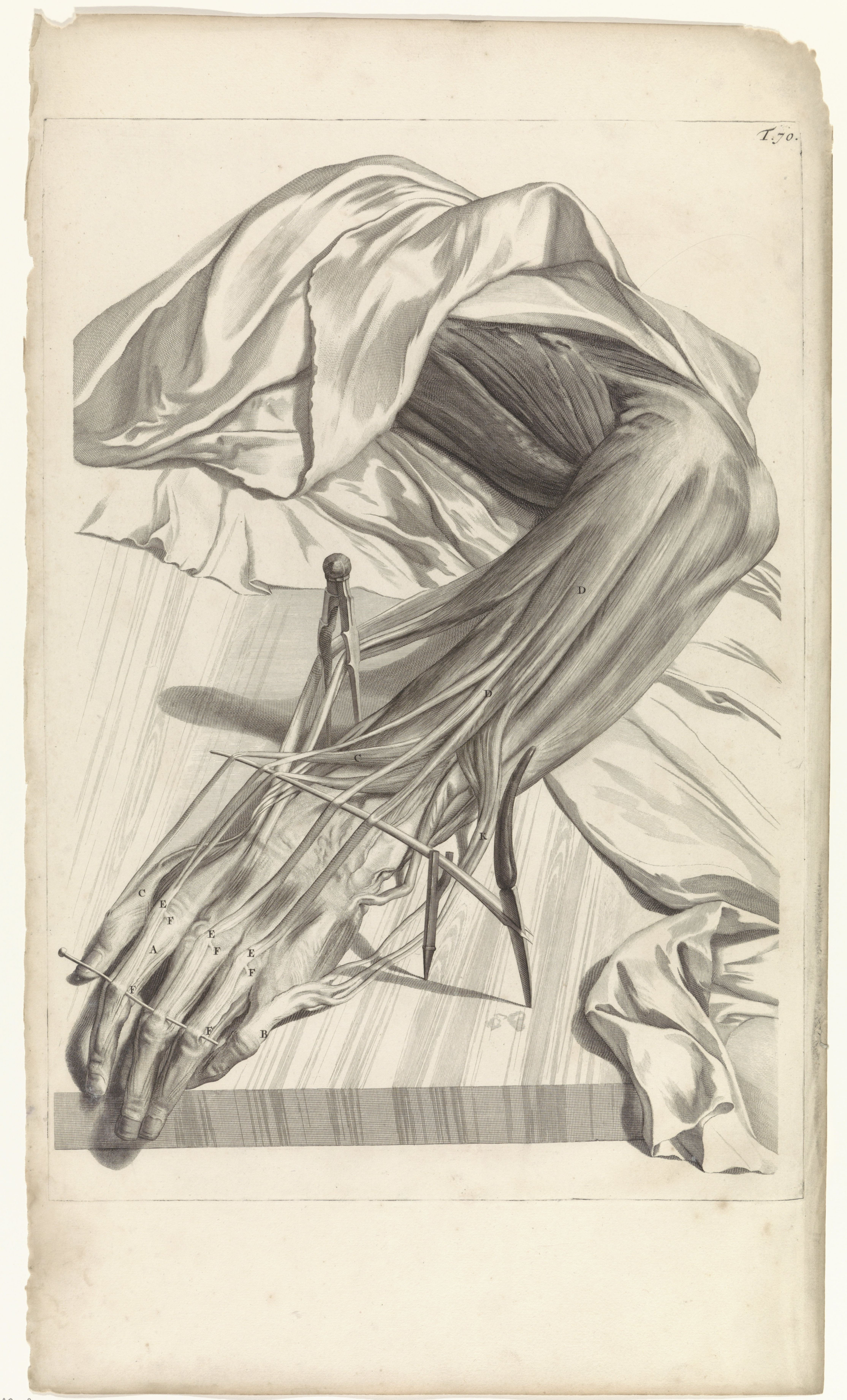
Etude anatomique des muscles et tendons de la main gauche

## Œuvre
Van Gunst réalise un certain nombre de gravures, principalement des portraits, y compris des copies d'œuvres d'Anthony van Dyck. Il réalise également une série d'illustrations pour des traités d'histoire d'Isaac de Larrey et des gravures de dessins de Gérard de Lairesse pour illustrer Anatomia Humani Corporis de Govert Bidloo.
En 1713-1715, il grave un ensemble de dix planches d'après des peintures de van Dyck provenant de la collection de Philip Wharton, 1er duc de Wharton. Ces planches ont été commandées par un syndicat de marchands d'art britanniques (Cock, Comyns et McSwiny), qui ont engagé Jacob Houbraken pour venir en Grande-Bretagne en 1713 pour faire les dessins et van Gunst pour les graver à Amsterdam. L'ensemble de dix planches a été annoncé dans la London Gazette le 13 décembre 1715.
Des tirages de gravures de Van Gunst font partie des collections du Rijksmuseum d'Amsterdam, du Musée Boijmans Van Beuningen de Rotterdam, du British Museum et de la National Portrait Gallery de Londres, entre autres.